# Matt Joyce
Pour les articles homonymes, voir Joyce.
Matthew Ryan Joyce (né le 3 août 1984 à Tampa, Floride, États-Unis) est un voltigeur des Athletics d'Oakland de la Ligue majeure de baseball. 

## Carrière

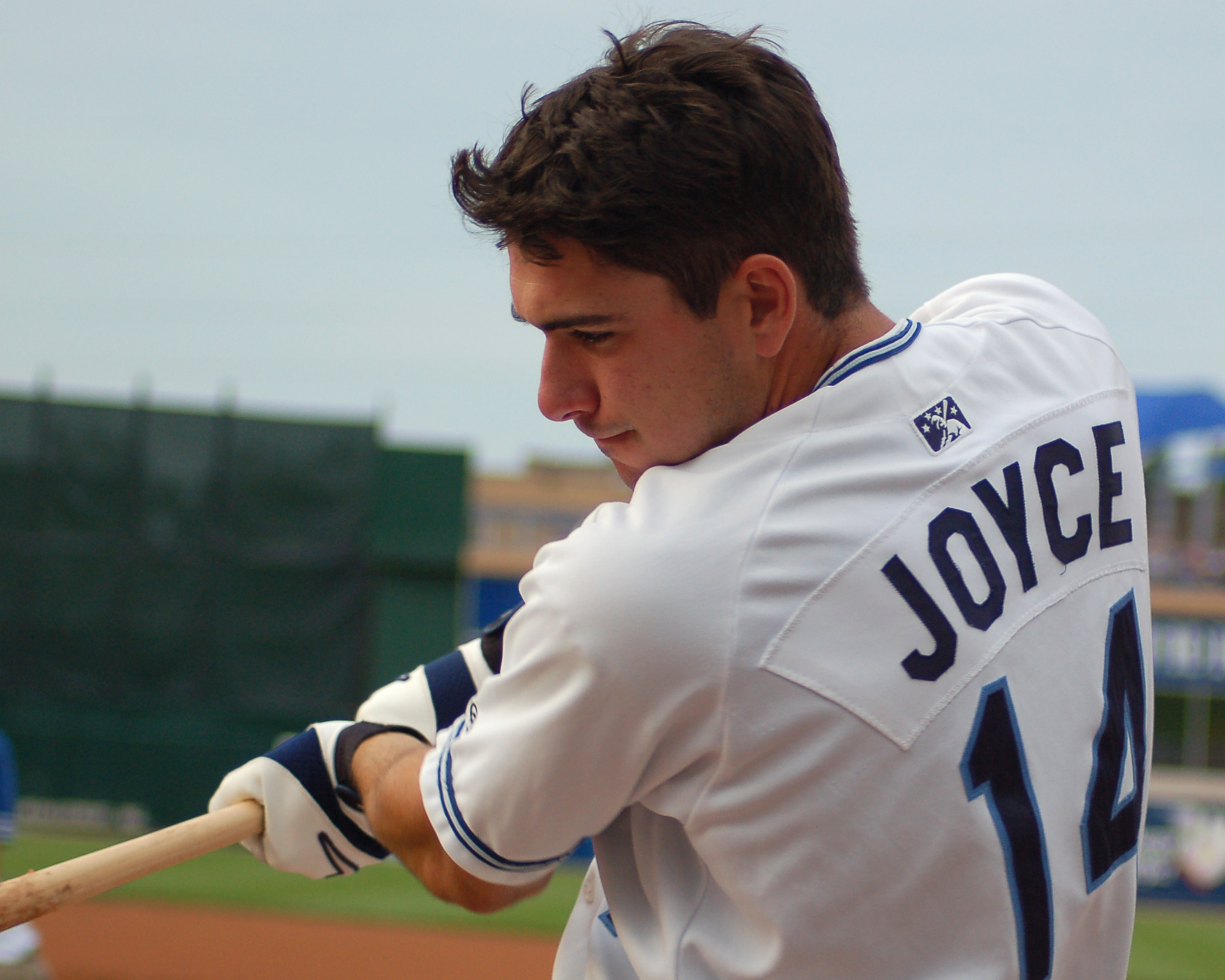
Matt Joyce en ligues mineures en 2006 avec les Whitecaps de West Michigan.

### Tigers de Détroit
Après des études secondaires à la Armwood High School de Seffner (Floride), Matt Joyce suit des études supérieures au Florida Southern College à Lakeland (Floride). Avec les Mocs, il remporte en 2005 le titre de champion national de baseball de Division II de la NCAA.
Il est repêché du 7 juin 2005 par les Tigers de Détroit au douzième tour de sélection.
Après trois saisons en Ligues mineures au cours desquelles il porte successivement les couleurs des Oneonta Tigers (A, 2005), des West Michigan Whitecaps (A+, 2006) et des Erie SeaWolves (AA, 2007), Matt Joyce fait ses débuts en Ligue majeure le 5 mai 2008.

### Rays de Tampa Bay
Joyce est échangé le 10 décembre 2008 contre Edwin Jackson.
Membre de l'effectif aligné par les Rays en ouverture de la saison 2009, il passe l'essentiel de l'année en Triple-A avec les Durham Bulls et n'apparait qu'à l'occasion de 11 rencontres avec les Rays en Ligue majeure.

### Angels de Los Angeles

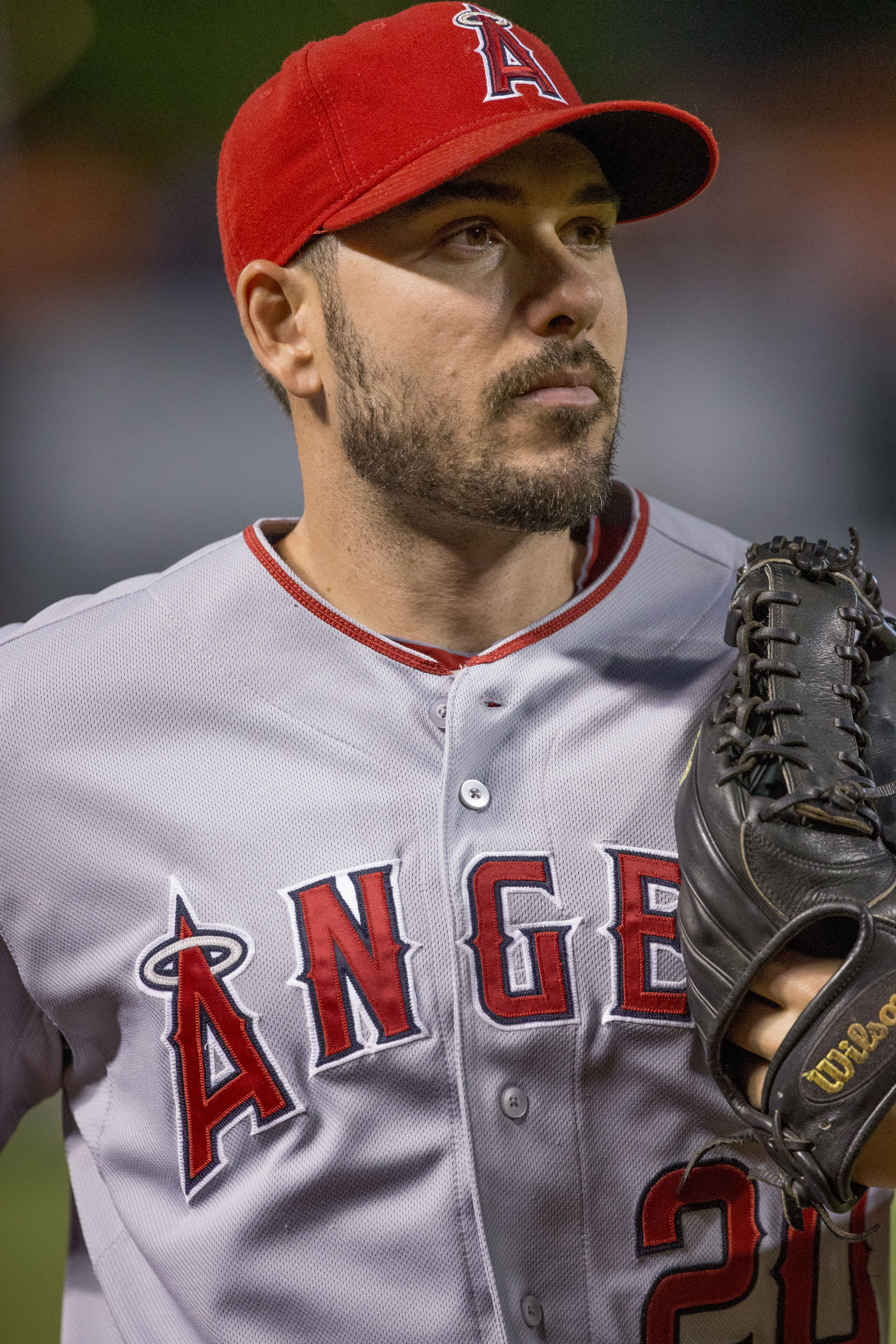
Matt Joyce en 2015 avec les Angels de Los Angeles.

Le 16 décembre 2014, les Rays échangent Joyce aux Angels de Los Angeles contre le lanceur de relève droitier Kevin Jepsen.
Il connaît une très mauvaise saison chez les Angels en 2015 alors qu'il ne frappe que pour ,174 de moyenne au bâton en 93 parties jouées.

### Pirates de Pittsburgh
Le 20 février 2016, Joyce signe un contrat des ligues mineures avec les Pirates de Pittsburgh.
Malgré un rôle prévu de réserviste au champ extérieur pour les Pirates en 2016, Joyce entre en jeu dans 140 matchs. Il frappe 13 circuits et maintient une moyenne au bâton de ,242 en 293 passages au bâton.

### Athletics d'Oakland
Le 30 novembre 2016, Joyce signe un contrat de 11 millions de dollars pour deux saisons avec les Athletics d'Oakland.

## Statistiques
| Saison | Équipe    | G   | AB  | R  | H   | 2B | 3B | HR | RBI | SB | BA    |
| ------ | --------- | --- | --- | -- | --- | -- | -- | -- | --- | -- | ----- |
| 2008   | Détroit   | 92  | 242 | 40 | 61  | 16 | 3  | 12 | 33  | 0  | 0,252 |
| 2009   | Tampa Bay | 11  | 32  | 3  | 6   | 1  | 0  | 3  | 7   | 1  | 0,188 |
| 2010   | Tampa Bay | 77  | 216 | 30 | 52  | 15 | 3  | 10 | 40  | 2  | 0,241 |
| Totaux | Totaux    | 180 | 490 | 73 | 119 | 32 | 6  | 25 | 80  | 3  | 0,243 |

| Saison | Équipe    | G | AB | R | H | 2B | 3B | HR | RBI | SB | BA   |
| ------ | --------- | - | -- | - | - | -- | -- | -- | --- | -- | ---- |
| 2010   | Tampa Bay | 4 | 9  | 0 | 2 | 0  | 0  | 0  | 0   | 1  | .222 |
| Totaux | Totaux    | 4 | 9  | 0 | 2 | 0  | 0  | 0  | 0   | 1  | .222 |

Note : G = Matches joués ; AB = Passages au bâton; R = Points ; H = Coups sûrs ; 2B = Doubles ; 3B = Triples ; 
HR = Coup de circuit ; RBI = Points produits ; SB = Buts volés ; BA = Moyenne au bâton.